# Ochsenkopf bei Rittersgrün
Der Ochsenkopf ist ein 835,7 m ü. NHN hoher Berg bei Rittersgrün im sächsischen Erzgebirgskreis.
Der Berg östlich des Breitenbrunner Ortsteils ist über die Hammerberg genannte Fahrstraße zu erreichen. Auf kürzestem Weg ist das letzte Stück zum Gipfel von der 1903/04 errichteten Gaststätte Waldburg aus zu Fuß zu bewältigen. Auf seiner Kuppe befinden sich mehrere Felsen aus hellem Glimmerschiefer. Vom höchsten Punkt, auf dem ein Rastplatz angelegt wurde, bietet sich auf Grund dichten Waldes keine Aussicht. Allerdings gestatten verschiedene, etwas tiefer gelegene Aussichtspunkte gute Rundblicke über das Pöhlwassertal. Am Horizont sind die Berghöhen zwischen Auersberg und Morgenleithe zu erkennen.
Am Waldrand unterhalb des Ochsenkopfes befindet sich das 1940 errichtete Wasserwerk von Rittersgrün. Hier beginnt ein knapp 15 Kilometer langer Wanderweg durch das von Christian Lehmann als „hohe Wälder“ bezeichnete Gebiet über die Altpöhlaer Straße zum Fichtelberg.